# Секерка-Нова
Секерка-Нова (пол. Siekierka Nowa) — село в Польщі, у гміні Хотча Ліпського повіту Мазовецького воєводства.
Населення — 139 осіб (2011).
У 1975-1998 роках село належало до Радомського воєводства.

## Демографія
Демографічна структура станом на 31 березня 2011 року:
|          | Загалом | Допрацездатний вік | Працездатний вік | Постпрацездатний вік |
| -------- | ------- | ------------------ | ---------------- | -------------------- |
| Чоловіки | 74      | 20                 | 48               | 6                    |
| Жінки    | 65      | 12                 | 36               | 17                   |
| Разом    | 139     | 32                 | 84               | 23                   |